# Stevan Faddy

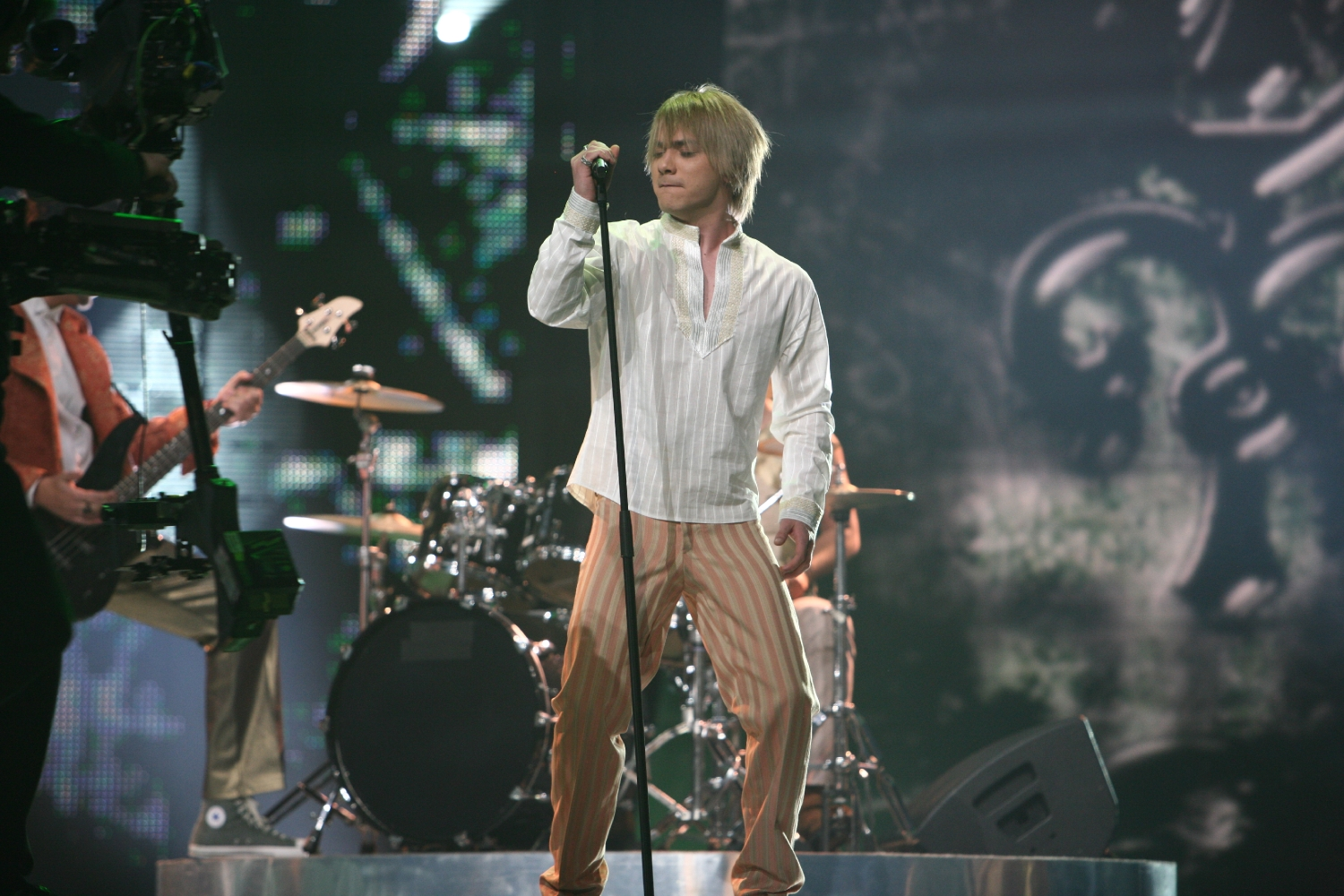
Stevan Faddy vid Eurovision Song Contest i Helsingfors.

Stevan Faddy är en artist född 2 september 1986 i Kotor, Montenegro (dåvarande Jugoslavien). 

## Eurovision Song Contest
Faddy var landets första representant i Eurovision Song Contest när han sjöng bidraget Ajde, kroči i Eurovision Song Contest 2007 i Helsingfors, Finland. Bidraget tog sig inte vidare från semifinalen. 
Innan dess, när Montenegro fortfarande var en del av unionen Serbien-Montenegro, tävlade han i unionens uttagning till Eurovision två gånger; 2005 med Utjeha och 2006 med Cipele med vilka han slutade fyra respektive trea.

## Diskografi

### Singlar
- Posljednja obala (2003)
- Utjeha (2005)
- Cipele (2006)
- Ajde, kroči (2007)
- Dobri ljudi (2008)